# Europa occidentale

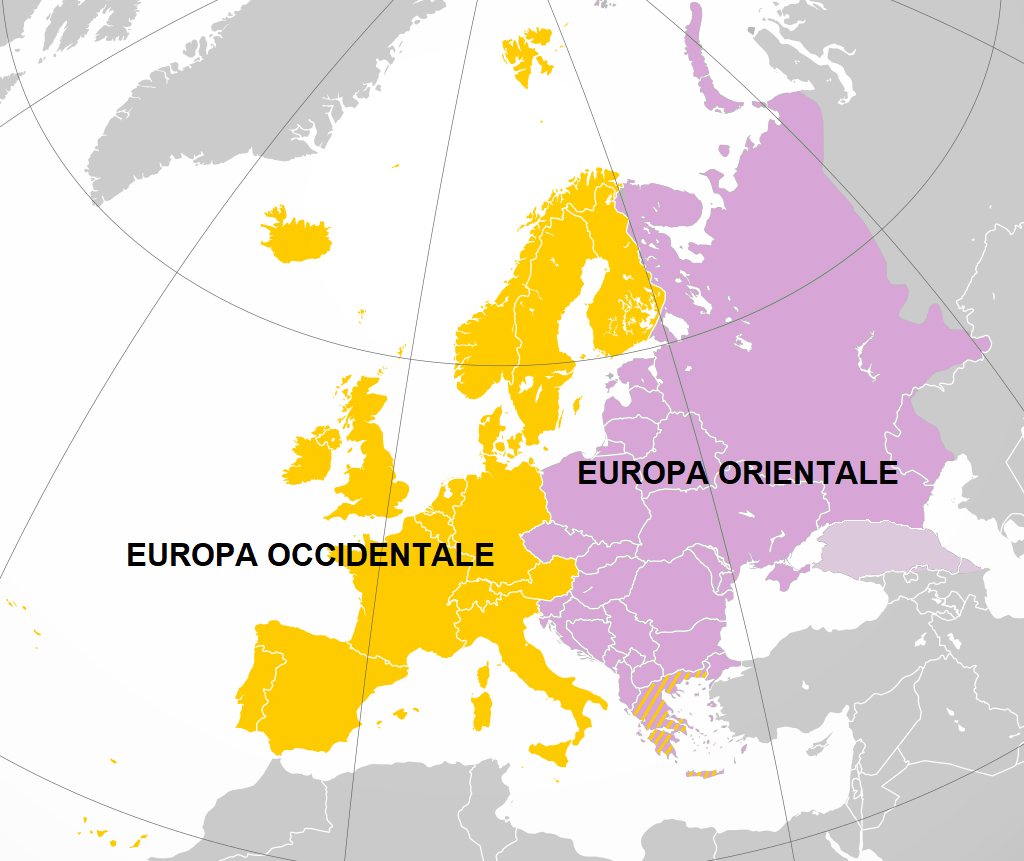
Carta 1 - L'Europa occidentale e l'Europa orientale in senso più ampio. La Grecia appartiene all'una o all'altra regione a seconda del criterio adottato ed è perciò rappresentata a fasce viola e gialle alternate.

L'Europa occidentale, nell'accezione più ampia, è la parte occidentale dell'Europa e si contrappone ad Europa orientale. Il confine tra le due aree è soggetto a fluttuazioni, sia nel tempo, sia secondo il contesto, in base a criteri storici, geografici, economici, religiosi e politici.
L'espressione "Europa occidentale" è usato anche per indicare una delle regioni europee ed anche in questo caso ci sono vari criteri per definirne i confini.

## Descrizione

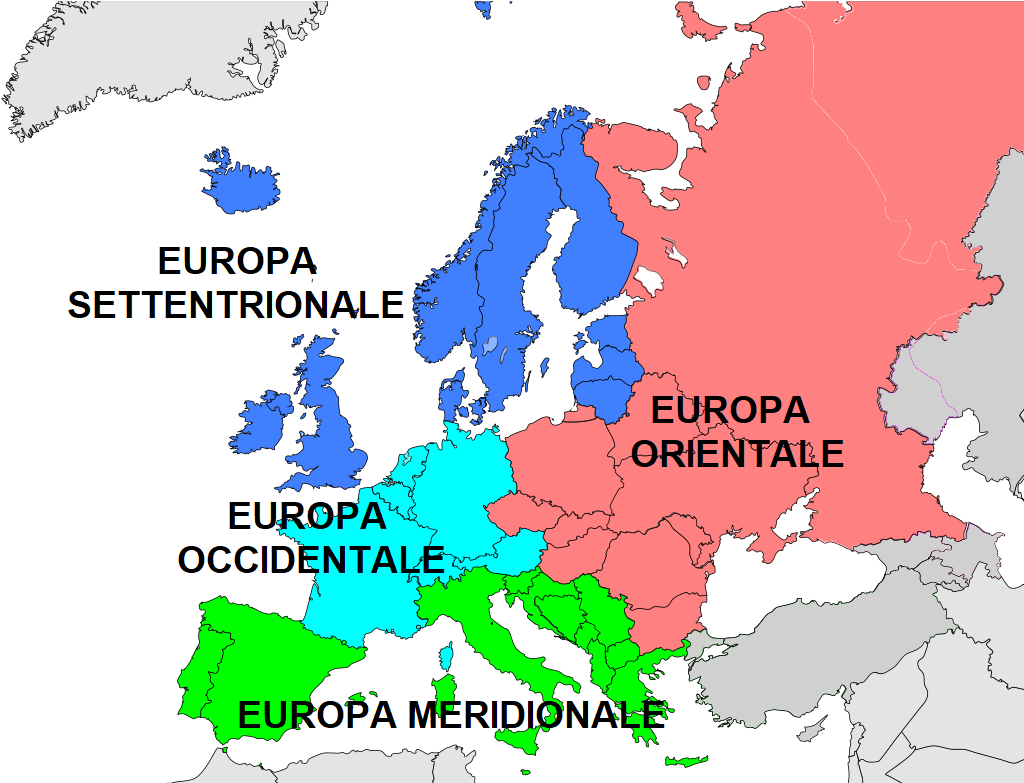
Carta 2 - L'Europa secondo il Geoschema delle Nazioni Unite

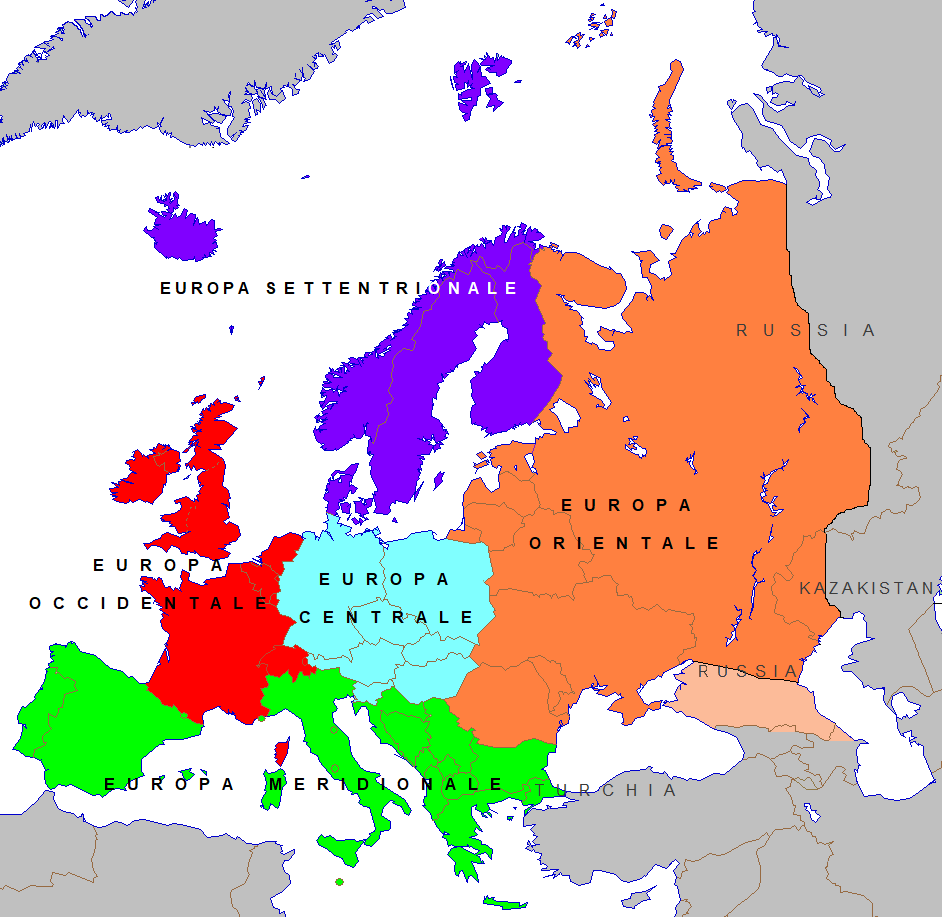
Carta 3 - Uno dei criteri di suddivisione dell'Europa in regioni.

Secondo il senso più ampio, il concetto di Europa occidentale si riferisce all'intera metà occidentale dell'Europa, come mostrato nella carta 1, e include dunque: la regione iberica (Andorra, Spagna, Portogallo), la regione di Gran Bretagna e Irlanda (Irlanda, Regno Unito), la regione francese (Francia, Principato di Monaco), la regione del Benelux (Belgio, Lussemburgo, Paesi Bassi), la regione italiana (Italia, Città del Vaticano, Malta, San Marino), la regione germanica (Germania), i paesi nordici (Danimarca, Finlandia, Islanda, Norvegia, Svezia), i paesi alpini (Austria, Liechtenstein, Svizzera).
Spesso l'espressione "Europa occidentale" si usa riferendosi alle divisioni della guerra fredda segnate dalla Cortina di ferro del 1946 e ancor prima dalla Conferenza di Jalta; in questo caso si include anche la Grecia, in quanto appartenente sin dal 1946 al blocco occidentale. Particolare è il caso della Germania: durante la guerra fredda essa era divisa in due stati distinti: la Repubblica Federale Tedesca, appartenente al blocco occidentale, e la Repubblica Democratica Tedesca, appartenente al blocco orientale; dopo la riunificazione tedesca, tutto lo stato viene considerato appartenente all'Europa occidentale.
 Austria

 Belgio

 Danimarca

 Finlandia

 Francia

 Germania

 Grecia

 Irlanda

 Italia

 Lussemburgo

 Malta

 Paesi Bassi

 Portogallo

 Spagna

 Svezia

 Andorra

 Città del Vaticano

 Islanda

 Liechtenstein

 Monaco

 Norvegia

 Regno Unito

 San Marino

 Svizzera

Secondo il criterio più ristretto adottato dall'ONU nel suo Geoschema, rappresentato nella carta 2, fanno parte dell'Europa occidentale (indicata con il colore celeste) Francia, Belgio, Paesi Bassi, Lussemburgo, Principato di Monaco, Germania, Austria, Liechtenstein, Svizzera.
 Austria

 Belgio

 Francia

 Germania

 Liechtenstein

 Lussemburgo

 Monaco

 Paesi Bassi

 Svizzera

Secondo un il criterio più ristretto adottato dal Consiglio dei Comuni e delle Regioni d'Europa (CCRE), rappresentato nella carta 3, l'Europa Occidentale (indicata con il colore rosso) include Gran Bretagna, Irlanda, Francia, Belgio, Paesi Bassi, Liechtenstein, Lussemburgo e Svizzera.
 Belgio

 Francia

 Regno Unito

 Irlanda

 Liechtenstein

 Lussemburgo

 Monaco

 Paesi Bassi

 Svizzera

Oggi il concetto di Europa occidentale è comunemente associato con la democrazia liberale, il capitalismo e la cultura occidentale. Sono forti i legami politici ed economici con gli altri paesi della stessa cultura, ossia quelli del Nord America, del Sud America e dell'Oceania.

## L'Europa prima della guerra fredda
All'inizio del XX secolo, erano presenti due principali alleanze sullo scacchiere politico d'Europa: gli Imperi centrali e la Triplice intesa. Nel 1914, questi due blocchi si confrontarono nella Prima guerra mondiale.
La Triplice Intesa, anche conosciuta come potenze alleate (Impero britannico, Italia, Francia e USA, mentre l'Impero russo si ritirò nel 1917), sconfisse gli Imperi centrali (Germania, Austria-Ungheria e Impero ottomano). I tre membri principali delle potenze centrali persero anche le loro dinastie monarchiche, che furono obbligate ad abdicare e furono mandate in esilio. I sistemi politici di questi paesi furono trasformati in repubbliche e furono obbligati ad accettare i termini del trattato di Versailles. L'Impero russo, ora divenuto Unione delle repubbliche socialiste sovietiche, stipulò una pace separata con gli Imperi centrali con il trattato di Brest-Litovsk.
Il Trattato di Versailles impose la responsabilità del conflitto ai paesi perdenti, che subirono la perdita di territori e il pagamento di ingenti danni di guerra. Tutto questo portò alla rabbia della popolazione e alla mancata accettazione dei regimi post-bellici. Lo scontento generale fu utilizzato da Adolf Hitler per la sua scalata al potere: in molti dei suoi discorsi il dittatore denunciava il Diktat von Versailles - "il diktat di Versailles". Questa fu una delle cause scatenanti la Seconda guerra mondiale.

## L'Europa divisa in due blocchi dalla guerra fredda

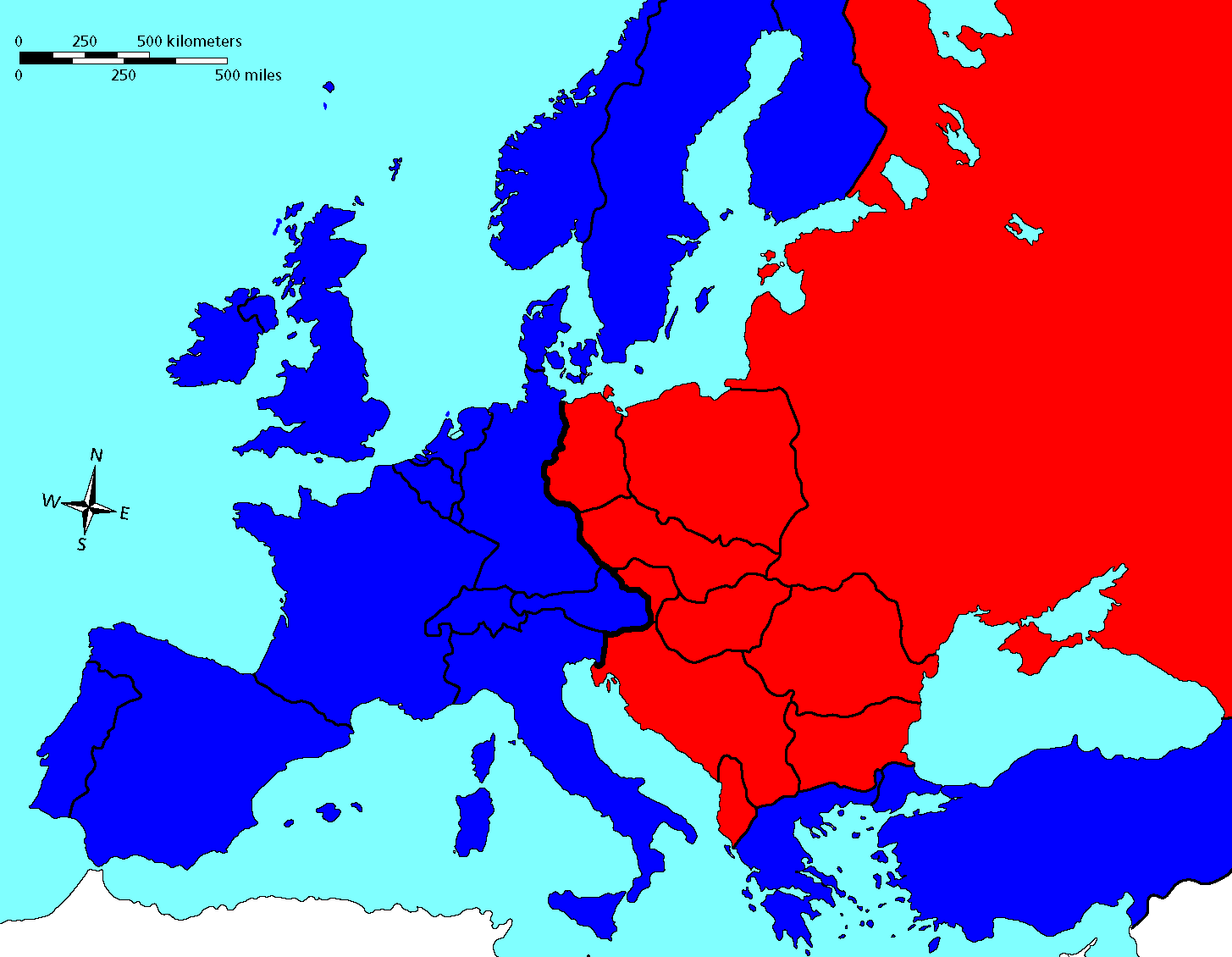
L'Europa occidentale fu principalmente definita durante la guerra fredda: la cortina di ferro la separava dai Paesi ad economia socialista. Nella mappa, la cortina di ferro come descritta da Winston Churchill nel 1946, ossia da Stettino a Trieste.

Durante gli stadi finali della Seconda guerra mondiale, il futuro dell'intera Europa era stato deciso dagli Alleati durante la Conferenza di Jalta, con il Primo Ministro del Regno Unito Winston Churchill, il Presidente degli USA Franklin Delano Roosevelt, e il dittatore dell'Unione Sovietica Iosif Stalin. L'Europa post-bellica era divisa in due aree politiche: il blocco occidentale, principalmente sotto l'influenza degli Stati Uniti, e il blocco orientale (comunista), dominato dall'URSS. Con l'inizio della guerra fredda, l'Europa fu divisa dalla Cortina di ferro, una linea che correva da Trieste fino a Stettino, sul Mare Baltico e che divideva le due aree di influenza. Alcuni paesi erano ufficialmente neutrali (Movimento dei Non-Allineati), ma questi erano classificati a seconda dei loro sistemi politici ed economici.

### Europa Orientale
L'Europa Orientale era composta da tutti i paesi occupati dall'esercito dell'Unione Sovietica sin dalla liberazione dall'occupazione tedesca o dai regimi fascisti. A questi fu unita la Repubblica Democratica Tedesca (RDT), che rappresentava le zone di occupazione sovietica della Germania. Per ordine di Stalin, in tutti questi paesi furono istituiti regimi comunisti che, sebbene formalmente indipendenti, erano in realtà fortemente limitati nell'autonomia. La Jugoslavia e l'Albania, paesi comunisti che erano autonomi rispetto all'URSS, appartenevano per convenzione anche al blocco orientale.
- La maggior parte di questi paesi era unita dal Patto di Varsavia (militare) e dal suo gemello economico COMECON, i cui ruoli predominanti spettavano all'Unione Sovietica (che allora comprendeva anche Estonia, Lettonia, Lituania e Ucraina). Gi altri paesi dominati dall'URSS erano la RDT, la Polonia, la Cecoslovacchia, l'Ungheria, la Bulgaria e la Romania.
- La Repubblica Socialista Federale di Jugoslavia (nata dopo la Seconda guerra mondiale e smembrata nel 1991) non faceva parte del Patto di Varsavia. Retta da un regime comunista indipendente dall'URSS, era comunque considerata come facente parte del blocco orientale, in quanto paese socialista.
- L'Albania era retta da un regime comunista indipendente dall'Unione Sovietica e strettamente legato a quello cinese; in quanto paese socialista, era anch'essa considerata parte del blocco orientale.

### Europa occidentale
L'Europa occidentale era composta dai paesi liberati dagli Alleati occidentali (USA, Canada, Regno Unito etc.) dall'occupazione tedesca, dai paesi liberatori stessi più l'Italia (una ex-Potenza dell'Asse che si era arresa ed era stata occupata dagli Alleati) e la Repubblica Federale Tedesca, formata dalle tre zone di occupazione inglese, francese e statunitense.
Gli altri Paesi che si unirono alla NATO, all'UE o all'EFTA divennero in seguito parte dell'Europa occidentale.
Quasi tutti i paesi dell'Europa occidentale ricevettero assistenza economica dagli Stati Uniti, secondo il Piano Marshall.
In dettaglio:
- il Regno Unito e la Francia, vincitori della Seconda guerra mondiale
- i Paesi Bassi, il Belgio e il Lussemburgo, Paesi che erano stati occupati dalla Germania nazista e in seguito liberati
- la RFT, formata dalle tre zone di occupazione inglese, francese e americana
- l'Italia, una ex-Potenza dell'Asse che si era arresa agli Alleati
- la Repubblica d'Irlanda, che si rese indipendente negli anni venti dal Regno Unito. Rimase neutrale nella guerra e non fu mai invasa. Non si unì mai alla NATO, ma aderì all'UE nel 1973. È considerata parte dell'Europa occidentale.
- i paesi che erano sottoposti a dittature (Portogallo, Spagna e Grecia) diventarono democrazie parlamentari nella metà degli anni settanta. I primi due sono situati nella regione geografica dell'Europa sud-occidentale, mentre l'ultimo si trova a sud-est. Tutti questi si sono uniti alla NATO e all'UE.
- i Paesi del Nord furono un caso anomalo. La Danimarca e la Norvegia erano state conquistate dalla Germania nazista. La Svezia era rimasta neutrale, e mentre la Finlandia era stata alleata delle Potenze dell'Asse contro l'Unione Sovietica, era stata sconfitta ma mai conquistata e occupata. Il trattato di pace tra Finlandia e URSS decise la cessione di alcuni territori della prima all'URSS, decise la non partecipazione finlandese alla NATO e impose relazioni amichevoli tra i due stati. Nonostante questo, tutti questi Paesi del Nord sono considerati come facenti parte dell'Europa occidentale.
- l'Austria e la Svizzera sono anch'esse un caso a parte. L'Austria era stata annessa dalla Germania nazista con l'Anschluss prima della guerra, mentre la Svizzera era sempre rimasta neutrale; dopo la Seconda guerra mondiale entrambe rimasero neutrali. In seguito, l'Austria si unì all'EFTA e all'UE ma non alla NATO.
- gli stati insulari dell'Islanda, Malta e Cipro sono generalmente considerati dell'Europa occidentale, ma la maggior parte delle volte sono semplicemente ignorati.
- i microstati europei della Città del Vaticano, San Marino, Principato di Monaco, Andorra e Liechtenstein sono considerati nell'Europa occidentale; molti di questi stati hanno speciali accordi e trattati con l'Unione europea.
- lo status legale di molti Territori dipendenti d'oltremare in Europa (Gibilterra, le Isole del Canale, le Isole Fær Øer, l'Isola di Man) sono trattate diversamente, caso per caso. Nonostante queste differenze, vengono incluse nell'Europa occidentale.

### Turchia
- La Turchia fu accettata come membro della NATO perché appartenente al blocco occidentale, ma non entrò a far parte dell'Unione europea (attualmente, è invece uno dei paesi candidati all'allargamento dell'Unione europea). La Turchia è il tipico esempio di stato intercontinentale, situato tra l'Europa Meridionale e l'Asia occidentale.

## Sviluppi politici recenti e Europa occidentale moderna
Il mondo è cambiato drammaticamente dopo la caduta della cortina di ferro nel 1989. La RFT ha assorbito pacificamente la RDT, portando alla riunificazione tedesca; nei paesi nell'Europa Orientale si sono dissolte le organizzazioni del COMECON e il Patto di Varsavia; altri stati hanno visto riconosciuta la loro indipendenza: la Lituania, l'Estonia, la Lettonia, l'Ucraina ecc. Molti di questi si sono uniti nella NATO e alcuni sono stati ammessi come membri dell'UE.
Fino all'allargamento dell'Unione europea del 2004, l'Europa occidentale era fortemente associata all'UE, anche se vi venivano inclusi stati non-membri come Islanda, Norvegia e Svizzera.
Il termine Europa Centrale ha iniziato a riapparire. Ad esempio, la Germania è ora riunita e sarebbe pertanto sbagliato definirla nell'Europa Orientale o occidentale.
Sebbene il termine Europa occidentale sia stato un prodotto della guerra fredda, 15 anni dopo la fine rimane ancora molto utilizzato, specialmente dai media e nel linguaggio quotidiano nelle regioni occidentali dell'Europa, principalmente per ragioni di differenza economica e culturale o anche per sentimento di superiorità degli abitanti della parte ovest del continente.
La divisione est-ovest esiste ancora, anche in campi differenti: "le più recenti crisi internazionali hanno infatti dimostrato che l’Europa può ancora essere una zona di instabilità, nonostante gli sforzi profusi dalla fine della guerra fredda per stabilizzare la regione attraverso la costruzione di una fitta rete di istituzioni multilaterali".
Quello che di solito si intende parlando di Europa occidentale è l'insieme dei seguenti Paesi:
- Isole Britanniche: Regno Unito e Irlanda
- Benelux: Belgio, Lussemburgo e Paesi Bassi
- regione francese: Francia e Principato di Monaco
- regione tedesca: Germania
- Grecia, geograficamente in Europa orientale, politicamente in quella occidentale
- Cipro, geograficamente in Asia occidentale, ma con stretti legami politici con l'Europa occidentale
- paesi alpini: Svizzera, Liechtenstein e Austria
- regione italiana: Repubblica Italiana, San Marino, Città del Vaticano e Malta[7]
- Penisola Iberica: Spagna, Portogallo, Andorra, e Gibilterra (territorio d'oltremare britannico)
- Paesi nordici: Danimarca, Finlandia, Islanda, Norvegia, e Svezia